# Luigi Barbasetti
Luigi Barbasetti, född 21 februari 1859 i Cividale del Friuli, död 31 mars 1948 i Verona, var en italiensk fäktmästare och förnyare av sporten. Hans lärare var fäktmästare Giuseppe Radaelli, som utbildade honom till att bli en "militär vapenmästare". Barbasettis andra lärare var fäktmästaren Masaniello Parise, från mästarskolan i Rom. Efter sin utbildning undervisade han på mästarskolan i Rom. Han blev fäktmästare i Trieste, innan han tack vare sitt rykte kallades till Wien. Hösten 1894 anlände Barbasetti till Wien.
Under beskydd av ärkehertig Franz Salvator spelade Barbasetti år 1895 en ledande roll i utvecklingen av fäktsporten i Wien, genom att göra den moderna italienska fäktmetoden tillgänglig inom de tysktalande områdena. År 1895 grundade han fäktskolan Union Fechtclub Wien som finns än idag. Han utvecklade en ungersk sabelteknik, som dominerade sabelfäktningen under 1900-talets första hälft. och tränade den ungerske mästaren József Keresztessy, även kallad "den ungerska sabelfäktningens fader". År 1915 var Barbasetti tvungen att återvända till Italien, eftersom Italien deltog i första världskriget. Han levde i Italien tills han flyttade till Paris 1921, där han undervisade på Automobile Club och Golfers Club. Han återvände till Italien 1943 och dog i Verona den 31 mars 1948.